# Línea Tarragona-Reus-Picamoixons-Lérida
La línea Tarragona-Reus-Picamoixons-Lérida, línea 230 de Adif, también llamada Tarragona-Lérida, es una línea de ferrocarril de 103,5 km de longitud que transcurre íntegramente por Cataluña (España), uniendo dos capitales de provincia, Tarragona y Lérida. La mayor parte del recorrido transcurre al lado de la L.A.V Barcelona-Madrid.
El primer tramo que se inauguró fue en 1856, de Tarragona a Reus.

## Servicios
Por la línea transcurren trenes de larga distancia y trenes de media distancia de las líneas R15, R12 y 34, operadas por Renfe.